# Haunoldstein
Haunoldstein è un comune austriaco di 1 117 abitanti nel distretto di Sankt Pölten-Land, in Bassa Austria.